# Nueva Zelanda en la Copa Mundial de Fútbol Sub-20 de 2013
La selección de Nueva Zelanda fue una de las 24 clasificadas a la Copa Mundial de Fútbol Sub-20 de 2013 realizada en Turquía.
Consiguió la clasificación al adjudicarse el Campeonato Sub-20 de la OFC 2013 que tuvo lugar en Fiyi. Los neozelandeses, con una base de jugadores que actuaban en la liga local, superaron a Fiyi, Nueva Caledonia, Vanuatu y Papúa Nueva Guinea, venciendo en todos sus enfrentamientos. Totalizaron 13 goles a favor y tan solo dos en contra en los cuatro enfrentamientos. Fue el tercer título que el país consigue en dicha categoría y el segundo consecutivo.
Los Kiwis fueron emparejados en el grupo F junto con Uzbekistán, Uruguay y Croacia. Cayeron en todas sus presentaciones, finalizando últimos y perdiendo así la chance de alcanzar los octavos de final. El elenco dirigido por Chris Milicich solo convirtió un gol, obra de Louis Fenton, mientras que recibió siete.

## Clasificación
| Selección          | Pts | PJ | PG | PE | PP | GF | GC | Dif |
| ------------------ | --- | -- | -- | -- | -- | -- | -- | --- |
| Nueva Zelanda      | 12  | 4  | 4  | 0  | 0  | 13 | 2  | 11  |
| Fiyi               | 9   | 4  | 3  | 0  | 1  | 8  | 8  | 0   |
| Vanuatu            | 6   | 4  | 2  | 0  | 2  | 12 | 7  | 5   |
| Nueva Caledonia    | 3   | 4  | 1  | 0  | 3  | 15 | 13 | 2   |
| Papúa Nueva Guinea | 0   | 4  | 0  | 0  | 4  | 4  | 22 | -18 |

### Resultados
| 21 de marzo de 2013 | Papúa Nueva Guinea | 0:5 (0:3) | Nueva Zelanda                                                  | Churchill Park, Lautoka                                                 |                                                                         |
|                     |                    | Reporte   | Fenton 5' (pen) 11' · Watson 43' · Higham 79' · Boyd 81' (pen) | Asistencia: 1.500 espectadores Árbitro(s): Gerald Oiaka (Islas Salomón) | Asistencia: 1.500 espectadores Árbitro(s): Gerald Oiaka (Islas Salomón) |

| 23 de marzo de 2013 | Vanuatu | 0:1 (0:1) | Nueva Zelanda | Churchill Park, Lautoka                                                      |                                                                              |
|                     |         | Reporte   | Elia 22'      | Asistencia: 2.300 espectadores Árbitro(s): Bertrand Billon (Nueva Caledonia) | Asistencia: 2.300 espectadores Árbitro(s): Bertrand Billon (Nueva Caledonia) |

| 25 de marzo de 2013 | Nueva Zelanda                            | 3:2 (1:2) | Nueva Caledonia                 | Churchill Park, Lautoka                                      |                                                              |
|                     | Fenton 28' (pen) · Elia 50' · Turner 55' | [http://210.48.80.94/OFC/Portals/0/Images/Articles/U20%20MD3%20-%20NZL%20v.%20NCL%20Match%20Summary.pdf (enlace roto disponible en Internet Archive; véase el historial, la primera versión y la última). Reporte] | Xalite 16' (pen) · Wadriako 25' | Asistencia: 500 espectadores Árbitro(s): Salesh Chand (Fiyi) | Asistencia: 500 espectadores Árbitro(s): Salesh Chand (Fiyi) |

| 27 de marzo de 2013 | Nueva Zelanda                                       | 4:0 (0:0) | Fiyi | Churchill Park, Lautoka                                                      |                                                                              |
|                     | Fenton 48' · Howieson 67' · Watson 69' · Thomas 83' | Reporte   |      | Asistencia: 3.000 espectadores Árbitro(s): Bertrand Billon (Nueva Caledonia) | Asistencia: 3.000 espectadores Árbitro(s): Bertrand Billon (Nueva Caledonia) |

## Jugadores
| #     | Nombre           | Posición         | Edad | Club                     |
| ----- | ---------------- | ---------------- | ---- | ------------------------ |
| 1     | Scott Basalaj    | Arquero          | 19   | Team Wellington          |
| 2     | Storm Roux       | Defensor         | 20   | Perth Glory              |
| 3     | Bill Tuiloma     | Defensor         | 18   | Birkenhead United        |
| 4     | Simon Arms       | Defensor         | 20   | Auckland City            |
| 5     | Luke Adams       | Defensor         | 19   | Derby County             |
| 6     | Tom Biss         | Mediocampista    | 20   | Team Wellington          |
| 7     | Cameron Howieson | Mediocampista    | 18   | Burnley                  |
| 8     | Tim Payne        | Mediocampista    | 19   | Blackburn Rovers         |
| 9     | Hamish Watson    | Delantero        | 19   | Team Wellington          |
| 10    | Tyler Boyd       | Delantero        | 18   | Wellington Phoenix       |
| 11    | Louis Fenton     | Mediocampista    | 20   | Wellington Phoenix       |
| 12    | Alec Solomons    | Defensor         | 19   | Team Wellington          |
| 13    | Liam Higgins     | Defensor         | 19   | YoungHeart Manawatu      |
| 14    | Jesse Edge       | Mediocampista    | 20   | Ole Football Academy     |
| 15    | Justin Gulley    | Mediocampista    | 20   | Miramar Rangers          |
| 16    | Van Elia         | Delantero        | 19   | Wellington Olympic       |
| 17    | Ryan Thomas      | Delantero        | 18   | Ole Football Academy     |
| 18    | Rhys Jordan      | Delantero        | 18   | Bristol City             |
| 19    | Dale Higham      | Delantero        | 20   | Wairarapa United         |
| 20    | Max Crocombe     | Arquero          | 19   | Oxford United            |
| 21    | Daniel Clarke    | Arquero          | 19   | Team Wellington          |
| D. T. | Chris Milicich   | Director técnico | -    | Bandera de Nueva Zelanda |

## Participación

### Fase de grupos
| Equipo        | Pts | PJ | PG | PE | PP | GF | GC | Dif |
| ------------- | --- | -- | -- | -- | -- | -- | -- | --- |
| Croacia       | 7   | 3  | 2  | 1  | 0  | 4  | 2  | 2   |
| Uruguay       | 6   | 3  | 2  | 0  | 1  | 6  | 1  | 5   |
| Uzbekistán    | 4   | 3  | 1  | 1  | 1  | 4  | 5  | -1  |
| Nueva Zelanda | 0   | 3  | 0  | 0  | 3  | 1  | 7  | -6  |

| 23 de junio de 2013, 18:00 | Nueva Zelanda | 0:3 (0:1) | Uzbekistán                                  | Estadio Bursa Atatürk, Bursa                             |                                                          |
|                            |               | Reporte   | Makhstaliev 14' · Sergeev 53' · Turapov 67' | Asistencia: 3 597 espectadores Árbitro(s): Antonio Arias | Asistencia: 3 597 espectadores Árbitro(s): Antonio Arias |

| 21    | Guardameta     | Max Crocombe     |     |
| 2     | Defensa        | Storm Roux       | 65' |
| 3     | Defensa        | Bill Tuiloma     | 69' |
| 4     | Defensa        | Simon Arms       |     |
| 5     | Defensa        | Luke Adams       |     |
| 6     | Centrocampista | Tom Biss         |     |
| 7     | Centrocampista | Cameron Howieson |     |
| 8     | Centrocampista | Tim Payne        |     |
| 9     | Delantero      | Hamish Watson    | 45' |
| 10    | Delantero      | Tyler Boyd       |     |
| 11    | Centrocampista | Louis Fenton     |     |
| D. T. | D. T.          | Chris Milicich   |     |

| 1     | Guardameta     | Asilbelk Amanov        |     |
| 2     | Defensa        | Tohirjon Shamshitdinov |     |
| 3     | Defensa        | Sardor Rakhmanov       |     |
| 4     | Defensa        | Boburbek Yuldashov     |     |
| 5     | Defensa        | Maksimiliam Fomin      |     |
| 6     | Centrocampista | Abbosbek Makhstaliev   |     |
| 7     | Centrocampista | Vladimir Kozak         | 63' |
| 8     | Centrocampista | Diyorjon Turapov       | 76' |
| 10    | Centrocampista | Jamshid Iskanderov     | 70' |
| 17    | Delantero      | Igor Sergeev           |     |
| 18    | Centrocampista | Sardor Sabirkhodjaev   |     |
| D. T. | D. T.          | Akhmadjan Musaev       |     |

| 17 | Delantero      | Ryan Thomas   | 45' |
| 13 | Defensa        | Liam Higgins  | 65' |
| 15 | Centrocampista | Justin Gulley | 69' |

| 20 | Centrocampista | Mukhsinjon Ubaydullaev | 63' |
| 11 | Delantero      | Abdul Aziz Yusupov     | 70' |
| 9  | Centrocampista | Jaloliddin Masharipov  | 66' |

| Anotado | 14' | Abbosbek Makhstaliev |
| Anotado | 53' | Igor Sergeev         |
| Anotado | 67' | Diyorjon Tuparov     |

| Amonestado | - | Maksimiliam Fomin |

| Árbitro             | Antonio Arias  |
| Árbitros asistentes | Rodney Aquino  |
| Árbitros asistentes | Carlos Cáceres |
| Cuarto árbitro      | Bakary Gassama |

| 21    | Guardameta     | Max Crocombe     |     |
| 2     | Defensa        | Storm Roux       | 65' |
| 3     | Defensa        | Bill Tuiloma     | 69' |
| 4     | Defensa        | Simon Arms       |     |
| 5     | Defensa        | Luke Adams       |     |
| 6     | Centrocampista | Tom Biss         |     |
| 7     | Centrocampista | Cameron Howieson |     |
| 8     | Centrocampista | Tim Payne        |     |
| 9     | Delantero      | Hamish Watson    | 45' |
| 10    | Delantero      | Tyler Boyd       |     |
| 11    | Centrocampista | Louis Fenton     |     |
| D. T. | D. T.          | Chris Milicich   |     |

| 1     | Guardameta     | Asilbelk Amanov        |     |
| 2     | Defensa        | Tohirjon Shamshitdinov |     |
| 3     | Defensa        | Sardor Rakhmanov       |     |
| 4     | Defensa        | Boburbek Yuldashov     |     |
| 5     | Defensa        | Maksimiliam Fomin      |     |
| 6     | Centrocampista | Abbosbek Makhstaliev   |     |
| 7     | Centrocampista | Vladimir Kozak         | 63' |
| 8     | Centrocampista | Diyorjon Turapov       | 76' |
| 10    | Centrocampista | Jamshid Iskanderov     | 70' |
| 17    | Delantero      | Igor Sergeev           |     |
| 18    | Centrocampista | Sardor Sabirkhodjaev   |     |
| D. T. | D. T.          | Akhmadjan Musaev       |     |

| 17 | Delantero      | Ryan Thomas   | 45' |
| 13 | Defensa        | Liam Higgins  | 65' |
| 15 | Centrocampista | Justin Gulley | 69' |

| 20 | Centrocampista | Mukhsinjon Ubaydullaev | 63' |
| 11 | Delantero      | Abdul Aziz Yusupov     | 70' |
| 9  | Centrocampista | Jaloliddin Masharipov  | 66' |

| Anotado | 14' | Abbosbek Makhstaliev |
| Anotado | 53' | Igor Sergeev         |
| Anotado | 67' | Diyorjon Tuparov     |

| Amonestado | - | Maksimiliam Fomin |

| Árbitro             | Antonio Arias  |
| Árbitros asistentes | Rodney Aquino  |
| Árbitros asistentes | Carlos Cáceres |
| Cuarto árbitro      | Bakary Gassama |

| 26 de junio de 2013, 18:00 | Nueva Zelanda | 0:2 (0:1) | Uruguay                      | Estadio Bursa Atatürk, Bursa |                             |
|                            |               | Reporte   | de Arrascaeta 4' · López 75' | Árbitro(s): Alberto Undiano  | Árbitro(s): Alberto Undiano |

| 1     | Guardameta     | Scott Basalaj    |     |
| 2     | Defensa        | Storm Roux       |     |
| 4     | Defensa        | Simon Arms       |     |
| 5     | Defensa        | Luke Adams       |     |
| 7     | Centrocampista | Cameron Howieson |     |
| 8     | Centrocampista | Tim Payne        |     |
| 10    | Delantero      | Tyler Boyd       |     |
| 11    | Centrocampista | Louis Fenton     | 78' |
| 13    | Defensa        | Liam Higgins     |     |
| 15    | Centrocampista | Justin Gulley    |     |
| 17    | Delantero      | Ryan Thomas      | 81' |
| D. T. | D. T.          | Chris Milicich   |     |

| 12    | Guardameta     | Guillermo de Amores    |     |
| 3     | Defensa        | Gastón Silva           |     |
| 4     | Defensa        | Guillermo Varela       |     |
| 7     | Centrocampista | Leonardo Pais          |     |
| 9     | Delantero      | Diego Rolán            | 45' |
| 10    | Centrocampista | Giorgian de Arrascaeta | 64' |
| 11    | Delantero      | Nicolás López          |     |
| 13    | Centrocampista | Diego Laxalt           | 82' |
| 15    | Centrocampista | Gino Acevedo           |     |
| 17    | Defensa        | Gianni Rodríguez       |     |
| 18    | Delantero      | José María Giménez     |     |
| D. T. | D. T.          | Juan Verzeri           |     |

| 9  | Delantero      | Hamish Watson | 78' |
| 19 | Centrocampista | Dale Higham   | 81' |

| 20 | Delantero      | Felipe Avenatti      | 45' |
| 8  | Centrocampista | Sebastián Cristóforo | 64' |
| 14 | Delantero      | Gonzalo Bueno        | 82' |

| Anotado | 4'  | Giorgian de Arrascaeta |
| Anotado | 75' | Nicolás López          |

| Árbitro             | Alberto Undiano        |
| Árbitros asistentes | Raúl Cabanero Martínez |
| Árbitros asistentes | Eduardo Díaz           |
| Cuarto árbitro      | Roberto García         |

| 1     | Guardameta     | Scott Basalaj    |     |
| 2     | Defensa        | Storm Roux       |     |
| 4     | Defensa        | Simon Arms       |     |
| 5     | Defensa        | Luke Adams       |     |
| 7     | Centrocampista | Cameron Howieson |     |
| 8     | Centrocampista | Tim Payne        |     |
| 10    | Delantero      | Tyler Boyd       |     |
| 11    | Centrocampista | Louis Fenton     | 78' |
| 13    | Defensa        | Liam Higgins     |     |
| 15    | Centrocampista | Justin Gulley    |     |
| 17    | Delantero      | Ryan Thomas      | 81' |
| D. T. | D. T.          | Chris Milicich   |     |

| 12    | Guardameta     | Guillermo de Amores    |     |
| 3     | Defensa        | Gastón Silva           |     |
| 4     | Defensa        | Guillermo Varela       |     |
| 7     | Centrocampista | Leonardo Pais          |     |
| 9     | Delantero      | Diego Rolán            | 45' |
| 10    | Centrocampista | Giorgian de Arrascaeta | 64' |
| 11    | Delantero      | Nicolás López          |     |
| 13    | Centrocampista | Diego Laxalt           | 82' |
| 15    | Centrocampista | Gino Acevedo           |     |
| 17    | Defensa        | Gianni Rodríguez       |     |
| 18    | Delantero      | José María Giménez     |     |
| D. T. | D. T.          | Juan Verzeri           |     |

| 9  | Delantero      | Hamish Watson | 78' |
| 19 | Centrocampista | Dale Higham   | 81' |

| 20 | Delantero      | Felipe Avenatti      | 45' |
| 8  | Centrocampista | Sebastián Cristóforo | 64' |
| 14 | Delantero      | Gonzalo Bueno        | 82' |

| Anotado | 4'  | Giorgian de Arrascaeta |
| Anotado | 75' | Nicolás López          |

| Árbitro             | Alberto Undiano        |
| Árbitros asistentes | Raúl Cabanero Martínez |
| Árbitros asistentes | Eduardo Díaz           |
| Cuarto árbitro      | Roberto García         |

| 29 de junio de 2013, 18:00 | Croacia                | 2:1 (1:0) | Nueva Zelanda    | Estadio Bursa Atatürk, Bursa |                          |
|                            | Perica 11' · Rebic 75' | Reporte   | Fenton 84' (pen) | Árbitro(s): Sandro Ricci     | Árbitro(s): Sandro Ricci |

| 12    | Guardameta     | Simon Sluga    |     |
| 2     | Defensa        | Toni Gurupec   |     |
| 6     | Defensa        | Dino Peric     |     |
| 9     | Delantero      | Stipe Perica   |     |
| 13    | Defensa        | Matos Milos    |     |
| 15    | Centrocampista | Petar Brlek    |     |
| 16    | Centrocampista | Miro Kovačić   | 82' |
| 17    | Centrocampista | Marko Pajac    | 66' |
| 18    | Centrocampista | Danijel Miksic |     |
| 19    | Delantero      | Kruno Ivancic  | 57' |
| 20    | Defensa        | Jozo Simunovic |     |
| D. T. | D. T.          | Dinko Jelicic  |     |

| 20    | Guardameta     | Max Crocombe     |     |
| 2     | Defensa        | Storm Roux       |     |
| 3     | Defensa        | Bill Tuiloma     | 74' |
| 5     | Defensa        | Luke Adams       |     |
| 7     | Centrocampista | Cameron Howieson |     |
| 8     | Centrocampista | Tim Payne        |     |
| 10    | Delantero      | Tyler Boyd       |     |
| 13    | Defensa        | Liam Higgins     |     |
| 16    | Delantero      | Van Elia         | 79' |
| 17    | Delantero      | Ryan Thomas      |     |
| 18    | Centrocampista | Rhys Jordan      | 57' |
| D. T. | D. T.          | Chris Milicich   |     |

| 11 | Delantero      | Ante Rebić       | 57' |
| 8  | Centrocampista | Hrvoje Milicevic | 66' |
| 10 | Delantero      | Markco Pjaca     | 82' |

| 15 | Centrocampista | Justin Gulley | 57' |
| 4  | Defensa        | Simon Arms    | 74' |
| 11 | Centrocampista | Louis Fenton  | 79' |

| Anotado | 11' | Stipe Perica |
| Anotado | 75' | Ante Repic   |

| Anotado | 84' | Louis Fenton |

| Amonestado | - | Stipe Perica |

| Amonestado | - | Luke Adams |

| Árbitro             | Sandro Ricci        |
| Árbitros asistentes | Alessando Rocha     |
| Árbitros asistentes | Emerson de Carvalho |
| Cuarto árbitro      | Roberto Moreno      |

| 12    | Guardameta     | Simon Sluga    |     |
| 2     | Defensa        | Toni Gurupec   |     |
| 6     | Defensa        | Dino Peric     |     |
| 9     | Delantero      | Stipe Perica   |     |
| 13    | Defensa        | Matos Milos    |     |
| 15    | Centrocampista | Petar Brlek    |     |
| 16    | Centrocampista | Miro Kovačić   | 82' |
| 17    | Centrocampista | Marko Pajac    | 66' |
| 18    | Centrocampista | Danijel Miksic |     |
| 19    | Delantero      | Kruno Ivancic  | 57' |
| 20    | Defensa        | Jozo Simunovic |     |
| D. T. | D. T.          | Dinko Jelicic  |     |

| 20    | Guardameta     | Max Crocombe     |     |
| 2     | Defensa        | Storm Roux       |     |
| 3     | Defensa        | Bill Tuiloma     | 74' |
| 5     | Defensa        | Luke Adams       |     |
| 7     | Centrocampista | Cameron Howieson |     |
| 8     | Centrocampista | Tim Payne        |     |
| 10    | Delantero      | Tyler Boyd       |     |
| 13    | Defensa        | Liam Higgins     |     |
| 16    | Delantero      | Van Elia         | 79' |
| 17    | Delantero      | Ryan Thomas      |     |
| 18    | Centrocampista | Rhys Jordan      | 57' |
| D. T. | D. T.          | Chris Milicich   |     |

| 11 | Delantero      | Ante Rebić       | 57' |
| 8  | Centrocampista | Hrvoje Milicevic | 66' |
| 10 | Delantero      | Markco Pjaca     | 82' |

| 15 | Centrocampista | Justin Gulley | 57' |
| 4  | Defensa        | Simon Arms    | 74' |
| 11 | Centrocampista | Louis Fenton  | 79' |

| Anotado | 11' | Stipe Perica |
| Anotado | 75' | Ante Repic   |

| Anotado | 84' | Louis Fenton |

| Amonestado | - | Stipe Perica |

| Amonestado | - | Luke Adams |

| Árbitro             | Sandro Ricci        |
| Árbitros asistentes | Alessando Rocha     |
| Árbitros asistentes | Emerson de Carvalho |
| Cuarto árbitro      | Roberto Moreno      |